# عمر شاه (سلطان ترغكانو)
السلطان عمر رياض شاه بن السلطان أحمد معظم شاه الأول، المعروف أيضًا باسم باجيندا عمر، السلطان السادس والتاسع لترغكانو، وقد اعتلى العرش مرتين، أولًا في عام 1831 ومرة أخرى من عام 1839 إلى عام 1876. تعني كلمة باجيندا «المحظوظ» ولكن استخدامها الفعلي في تاريخ الملايو على أنها «الفاتح».

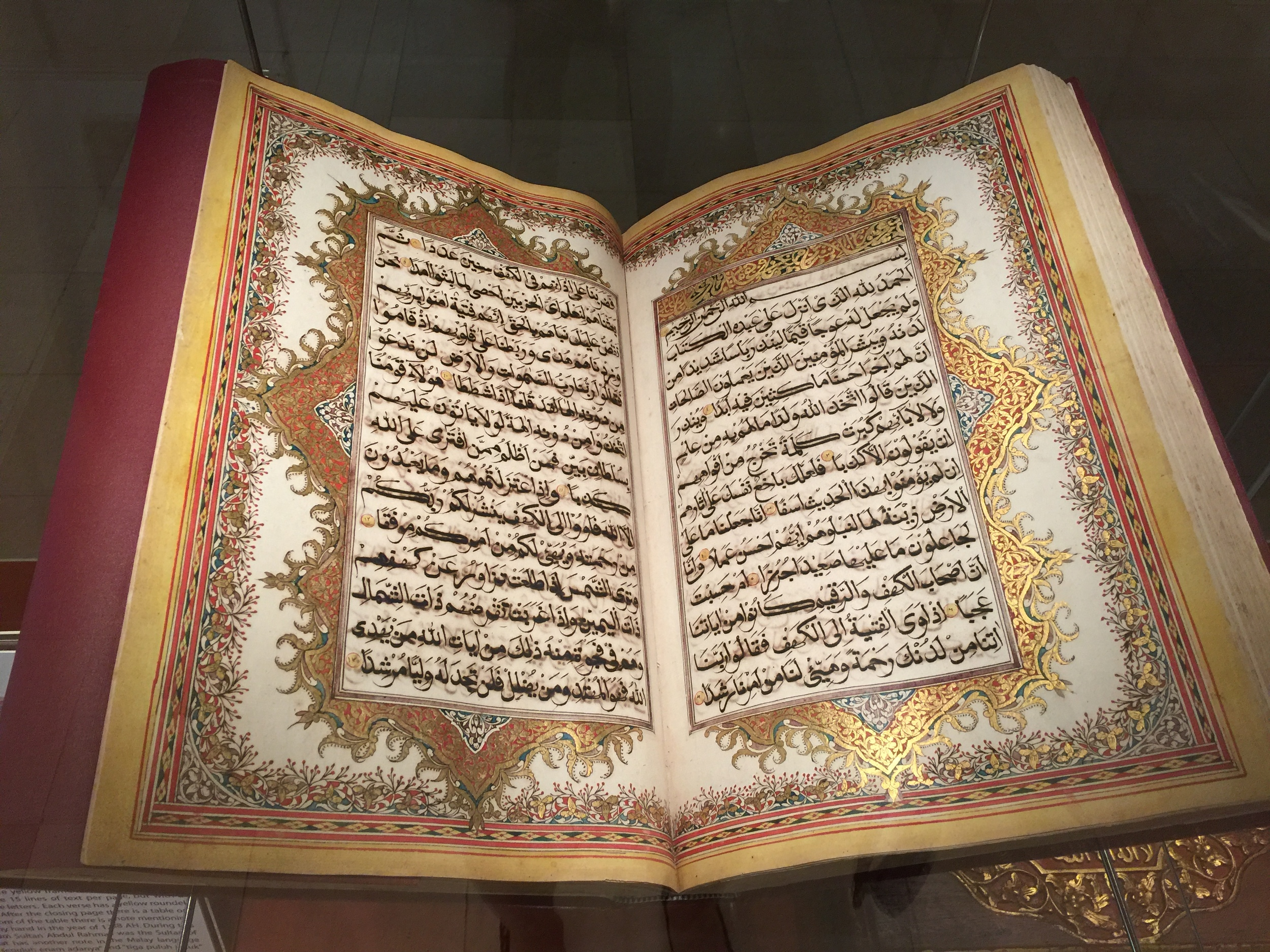
زخرفة مركزية لمصحف ترغكانو الملكي المنسوخ عام 1871، في عهد السلطان عمر رياض شاه. متحف الفنون الإسلامية بماليزيا

ولد باجيندا عمر عام 1806. توج في البداية ليصبح سلطانًا مشتركًا لترغكانو مع السلطان منصور شاه الثاني. لكن هذا الحكم المشترك استمر أقل من عام قبل أن يطيح به منصور شاه الثاني. وفي عام 1833 نُفى منصور الثاني إلى دايك.
صعد إلى السلطة مرة أخرى في عام 1839 بإطاحة ابن عمه سلطان محمد. ودعم محمود مظفر شاه في محاولته للسيطرة على فهغ.
قام بتشييد آستانة هيجاو، القصر الملكي لترغكانو خلال فترة حكمه في 10 مارس 1870. احترق القصر في حريق واستبدل لاحقًا بآستانة مزية.